# Ministère Casimir de Rochechouart de Mortemart
Restauration
Ministère Polignac Ministère de la commission municipale de Paris
Le ministère Casimir de Rochechouart de Mortemart est le gouvernement nommé par une ordonnance de Charles X le 29 juillet 1830, afin de tenter de reprendre le contrôle du pouvoir lors des Trois glorieuses.
Ce gouvernement ne dirigea en rien les affaires de la France, car les ordonnances ne furent pas acceptées par les différentes chambres, celles-ci considérant de fait que Charles X avait cessé de régner. Il constitue néanmoins une des étapes gouvernementales des Trois glorieuses.

## Président du Conseil et Ministres
| Fonction                                                               | Image | Nom                                                   |
| ---------------------------------------------------------------------- | ----- | ----------------------------------------------------- |
| Président du Conseil des ministres et Ministre des Affaires étrangères |       | Casimir-Louis-Victurnien de Rochechouart de Mortemart |
| Ministres des Finances                                                 |       | Casimir Perier                                        |
| Ministre de la Guerre                                                  |       | Étienne Maurice Gérard                                |

## Source
- Ordonnances royales du 29 juillet 1830, dans le Bulletin des Lois de France sur GoogleBooks